# Імпресіонізм у музиці
Імпресіонізм у музиці (фр. impressionnisme, от фр. impression — враження) — музичний напрям, аналогічний імпресіонізму в живописі і паралельний символізму в літературі, що склався у Франції в останню чверть XIX століття — початку XX століття, перш за все у творчості Еріка Саті, Клода Дебюссі та Моріса Равеля.
Точкою відліку «імпресіонізму» в музиці можна вважати 1886–1887 рік, коли в Парижі були опубліковані перші імпресіоністичні опуси Еріка Саті («Сільвія», «Ангели» і «Три сарабанди») — і як наслідок, п'ять років по тому, отримали резонанс в професійному середовищі перші твори Клода Дебюссі в новому стилі (перш за все, «Післеполудневий відпочинок фавна»).

## Походження
| |  |  |
| Зліва направо: Ерік Саті (фотографія 1898 року), Клод Дебюссі (фотографія 1908 року), Моріс Равель (фотографія 1910 року). |  |  |

Музичний імпресіонізм як попередника має насамперед імпресіонізм у французькому живописі. У них не тільки спільні корені, а й причинно-наслідкові зв'язки. І головний імпресіоніст в музиці, Клод Дебюссі, і особливо, Ерік Саті, його друг і попередник на цьому шляху, і прийнявший від Дебюссі естафету лідерства Моріс Равель, шукали і знаходили не тільки аналогії, а й виражальні засоби у творчості Клода Моне, Поля Сезанна, Пюві де Шаванна і Анрі де Тулуз-Лотрека.
Сам по собі термін «імпресіонізм» по відношенню до музики носить підкреслено умовний і спекулятивний характер (зокрема, проти нього неодноразово заперечував сам Клод Дебюссі, втім, не пропонуючи нічого певного натомість). Зрозуміло, що засоби живопису, пов'язані із зором і засоби музичного мистецтва, що базуються здебільшого на слух, можуть бути пов'язані один з одним тільки за допомогою особливих, тонких асоціативних паралелей, які існують лише в свідомості. Простіше кажучи, розпливчасте зображення Парижа «в осінньому дощі» і такі ж звуки, «приглушені шумом падаючих крапель» вже самі по собі мають властивість художнього образу, але не реального механізму. Прямі аналогії між засобами живопису і музики можливі тільки при посередництві особистості композитора, що зазнав на собі особистий вплив художників або їх полотен. Якщо художник або композитор заперечує або не визнає подібного зв'язку, то говорити про них стає як мінімум, тяжко. Однак перед нами в якості важливого артефакту є визнання і, (що найважливіше) самі твори головних дійових осіб музичного імпресіонізму. Виразніше інших цю думку висловив саме Ерік Саті, постійно акцентував увагу на тому, як багатьом в своїй творчості він зобов'язаний художникам. Він привернув до себе Дебюссі оригінальністю свого мислення, незалежним, грубуватим характером і їдкою дотепністю, що не щадить ніяких авторитетів. Також, Саті зацікавив Дебюссі своїми новаторськими фортепіанними і вокальними творами, написаними сміливою, хоча і не цілком професійною рукою. Тут, нижче наведені слова, з якими в 1891 році Саті звертався до свого недавно знайденого приятеля, Дебюссі, спонукаючи його перейти до формування нового стилю:

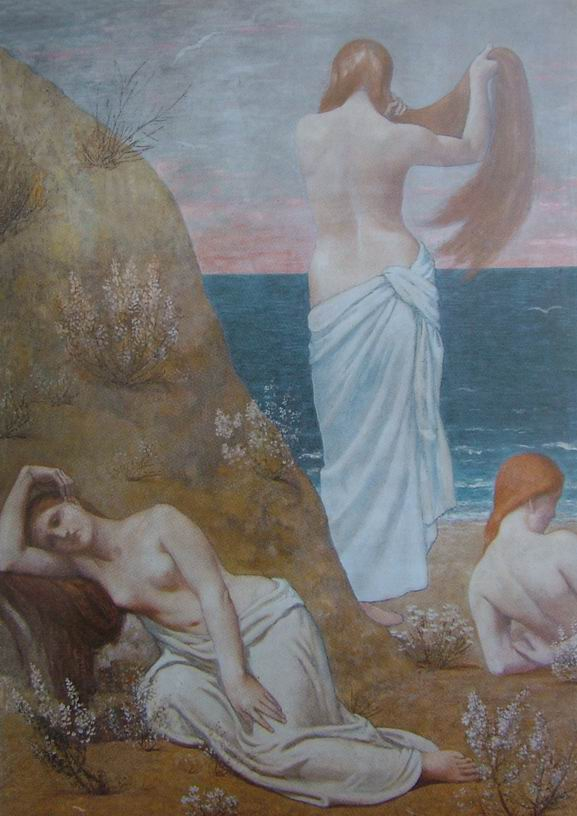
П'єр Пюві де Шаванн (1879) «Дівчата на березі моря(улюблена картина Саті в молодості)

Коли я зустрів Дебюссі, він був сповнений Мусоргським і наполегливо шукав шляхи, які не так-то й просто знайти. В цьому відношенні я його давно переплюнув. Мене не мучила ні Римська премія, ні будь-які інші, бо я був подібний Адаму (з Раю), який ніколи ніяких премій не отримував — безсумнівно ледар!…
Я писав в цей час «Сина зірок» на лібрето Пеладана і пояснював Дебюссі необхідність для француза звільнитися від впливу вагнерівських принципів, які не відповідають нашим природним прагненням. Я сказав також, що хоча я ні в якій мірі не є антивагнеристом, але все ж вважаю, що ми повинні мати свою власну музику і по можливості, без «кислої німецької капусти». Але чому б для цих цілей не скористатися такими ж образотворчими засобами, які ми бачимо у Клода Моне, Сезанна, Тулуз-Лотрека і інших? Чому не перенести ці засоби на музику? Немає нічого простішого. Чи не це є справжня виразність?— (Erik Satie, «Claude Debussy», Paris, 1923). 
Але якщо Саті виводив свій прозорий і скупуватий імпресіонізм від символічного живопису Пюві де Шаванна, то Дебюссі (за посередництвом того ж Саті) випробував на собі творчий вплив більш радикальних імпресіоністів, Клода Моне і Камілла Піссаро.
Досить тільки перерахувати назви найяскравіших творів Дебюссі або Равеля, щоб отримати повне уявлення про вплив на їх творчість як зорових образів, так і пейзажів художників-імпресіоністів. Так, Дебюссі за перші десять років пише «Хмари», «Естамп» (найподібніший з яких, акварельна звукова замальовка — «Сади під дощем»), «Образи» (перший з яких, один із шедеврів фортепіанного імпресіонізму, «Відблиски на воді», викликає прямі асоціації зі знаменитим полотном Клода Моне «Імпресія: схід сонця»).  За відомим висловом Малларме, композитори-імпресіоністи вчилися «чути світло», передавати в звуках рух води, коливання листя, подих вітру і переломлення сонячних променів у вечірньому повітрі. Симфонічна сюїта «Море від зорі до полудня» гідним чином підсумовує пейзажні замальовки Дебюссі.
Незважаючи на часто афішоване особисте неприйняття терміна «імпресіонізм», Клод Дебюссі неодноразово висловлювався як справжній художник-імпресіоніст. Так, говорячи про один із ранніх своїх знаменитих оркестрових творів, «Ноктюрн», Дебюссі зізнавався, що ідея першого з них («Хмари») прийшла йому в голову в один з хмарних днів, коли він з моста Згоди дивився на Сену ... Що ж стосується ходи у другій частині («Свята»), то цей задум народився у Дебюссі: «... при спогляданні проходить далеко кінного загону солдатів Республіканської гвардії, каски яких іскрилися під променями сонця, що заходить ... в хмарах золотистої пилу». Так само, і твори Моріса Равеля можуть служити своєрідними речовими доказами прямих зв'язків від живопису до музики, що існували всередині течії імпресіоністів. Знаменита звукоизобразительная «Гра води», цикл п'єс «Відображення», фортепіанний збірник «Шерехи ночі» — цей список далеко не повний і його можна продовжувати. Дещо осібно, як завжди, стоїть Саті, один із творів, яке можна назвати в цьому зв'язку, це, мабуть — «Героїчний прелюд до брам неба».
Навколишній світ у музиці імпресіонізму розкривається крізь збільшувальне скло тонких психологічних рефлексій, ледь вловимих відчуттів, народжених спогляданням відбуваються навколо незначних змін. Ці риси ріднять імпресіонізм з іншою паралельно існуючою художньою течією - літературним символізмом. Першим звернувся до творів Жозефа Пеладана Ерік Саті. Трохи пізніше творчість Верлена, Малларме, Луїса і — особливо Метерлінка знайшло пряме втілення в музиці Дебюссі, Равеля та їх деяких послідовників.

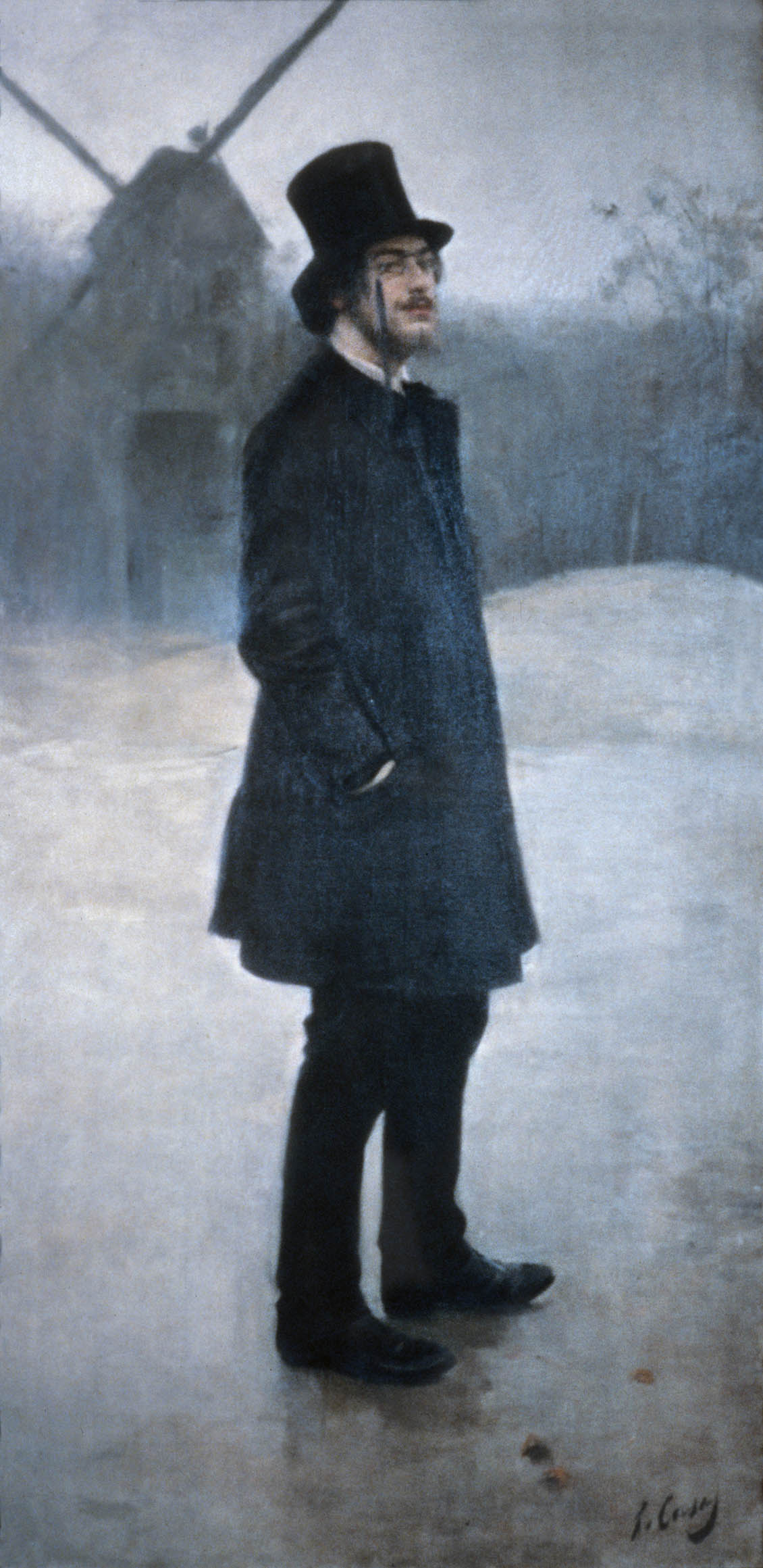
Рамон Казас (1891) «Грошовий млин» (імпресіоністської картини з фігурою Саті)

При всій очевидній новизні музичної мови в імпресіонізмі нерідко відтворюються деякі виразні прийоми, характерні для мистецтва попереднього часу, зокрема, музики французьких клавесиністів XVIII століття, епохи рококо. Варто було б тільки нагадати такі знамениті образотворчі п'єси Куперена і Рамо, як «Маленькі вітряки» або «Курка».
У 1880-х роках, до знайомства з Еріком Саті і його творчістю, Дебюссі був захоплений творчістю Ріхарда Вагнера і повністю знаходився в фарватері його музичної естетики. Після зустрічі з Саті і з моменту створення своїх перших імпресіоністичних опусів, Дебюссі здивує різкістю перейшовши на позиції войовничого антивагнеризму. Цей перехід був настільки раптовим і різким, що один із близьких друзів (і біограф) Дебюссі, відомий музикознавець Еміль Вюйермо безпосередньо висловив своє здивування:
«Антивагнеризм Дебюссі позбавлений величі і благородства. Неможливо зрозуміти, як молодий музикант, вся юність якого сп'яніла хмелем „Тристана“ і який в становленні своєї мови, у відкритті нескінченної мелодії безперечно зобов'язаний цій новаторською партитурі, презирливо висміює генія, який так багато йому дав!» — (Emile Vuillermoz, “Claude Debussy”, Geneve, 1957.)
При цьому Вюйермо, внутрішньо пов'язаний відносинами особистої неприязні і ворожнечі з Еріком Саті, спеціально не згадав і випустив його, як відсутню ланку при створенні повної картини. І справді, французьке мистецтво кінця XIX століття, пригнічене вагнерівськими музичними драмами, стверджувало себе через імпресіонізм. Протягом довгого часу саме ця обставина (і наростаючий в період між трьома війнами з Німеччиною націоналізм) заважав говорити про прямий вплив стилю і естетики Ріхарда Вагнера на імпресіонізм. Мабуть, першим це питання поставив руба відомий французький композитор гуртка Сезара Франка — Венсан д'Енді, старший сучасник і приятель Дебюссі. У своїй відомій праці «Ріхард Вагнер і його вплив на музичне мистецтво Франції», через десять років після смерті Дебюссі він висловив свою думку в категоричній формі:
«Мистецтво Дебюссі - безперечно від мистецтва автора "Трістана"; воно покоїться на тих же принципах, засноване на тих же елементах і методах побудови цілого. Єдина різниця лише в тому, що у Дебюссі драматургічні принципи Вагнера трактовані ..., так би мовити, а ля франсез». — (Vincent d’Indy. Richard Wagner et son influence sur l’art musical français.)
У сфері барвистої і орієнтальної мальовничості, фантастики і екзотики (інтерес до Іспанії, країн Сходу) імпресіоністи також не були першопрохідцями. Тут вони продовжили найяскравіші традиції французького романтизму, в особі Жоржа Бізе, Еммануеля Шабріє і барвистих партитур Лео Деліба, одночасно (як справжні імпресіоністи) відмовившись від гострих драматичних сюжетів і соціальних тем.
Сильний вплив на творчість Дебюссі і Равеля зробило також і творчість найяскравіших з представників «Могутньої купки»: Мусоргського (в частині музичної мови і виразних засобів), а також Бородіна і Римського-Корсакова (як в плані гармонійних, так і оркестрових вишукувань). Особливо це стосувалося екзотичних і орієнтальних творів. «Половецькі танці» Бородіна і «Шехеразада» Римського-Корсакова — стали головними «агентами впливу» для молодого Клода Дебюссі та Моріса Равеля. Обидва вони були однаково вражені незвичайністю мелодій, сміливістю гармонійної мови і східною пишнотою оркестрового письма. Для західного вуха, століттями вихованого на стерильній німецької гармонізації, саме орієнталізм Бородіна і Римського-Корсакова став найцікавішою і найвражаючішою частиною їхньої спадщини. А «Борис Годунов» Мусоргського на довгі роки став для Дебюссі другою настільної оперою після «Трістана». Саме про цю властивість стилю обох «Головних імпресіоністів» як завжди влучно висловився уникнув впливу «великого Модеста» Ерік Саті «…они играют по-французски, но — с русской педалью…».

## Особливості стилю
Імпресіоністи створювали твори мистецтва витончені і одночасно ясні по виразних засобах, емоційно стримані, безконфліктні і суворі (чисті) по стилю. При цьому сильно змінилося і трактування музичних жанрів. В області симфонічної та фортепіанної музики створювалися головним чином програмні мініатюри, сюїтні цикли (повернення до рококо), в яких переважало барвисто-жанровий або пейзажний початок.
Значно багатше стало гармонійне і темброве фарбування тем. Імпресіоністська гармонія характеризується різким підвищенням колористичного, самодостатнього компонента звуку. Цей розвиток відбувався під впливом безлічі зовнішніх впливів, в тому числі: французького музичного фольклору і нових для західної Європи кінця XIX століття систем музичного побудови, таких як російська музика, григоріанський хорал, церковна поліфонія раннього Відродження, музика країн Сходу (саме під впливом вражень від чергової Всесвітньої виставки 1889 року були написані знамениті «Гноссієни» Саті), негритянських спіричуел США і ін. Це проявилося, зокрема, у використанні натуральних і штучних ладів, елементів модальної гармонії, «неправильних» паралельних акордів і т. ін.
Інструментування імпресіоністів характеризується зменшенням розмірів класичного оркестру, прозорістю і тембровим контрастом, поділом груп інструментів, тонкою детальною розробкою фактури і активним використанням чистих тембрів як соло інструментів, так і цілих однорідних груп. У камерній музиці улюблене темброве поєднання Саті і Дебюссі, майже символічне для імпресіонізму — це арфа і флейта.

## Представники імпресіонізму в музиці
Головним середовищем виникнення та існування музичного імпресіонізму постійно залишалася Франція, де незмінним суперником Клода Дебюссі виступав Моріс Равель, після 1910 року залишився практично одноосібним головою і лідером імпресіоністів. Ерік Саті, який виступив як першовідкривач стилю, в силу свого характеру не зміг висунутися в активну концертну практику і, починаючи з 1902 року, відкрито оголосив себе не тільки в опозиції до імпресіонізму, але і заснував цілий ряд нових стилів, не тільки протилежних, але і ворожих йому. Що цікаво, при такому положенні справ протягом ще десяти-п'ятнадцяти років Саті продовжував залишатися близьким другом, приятелем і противником як Дебюссі, так і Равеля, «офіційно» займаючи пост «Предтечі» або основоположника цього музичного стилю. Так само і Моріс Равель, незважаючи на досить складні, а іноді навіть відкрито конфліктні особисті відносини з Еріком Саті, не втомлювався повторювати, що зустріч з ним мала для нього вирішальне значення і неодноразово підкреслював, як в своїй творчості він Еріку Саті зобов'язаний. Буквально при кожному зручному випадку Равель повторював це і самому Саті «в обличчя», чим немало дивував цього загальновизнаного «незграбного і геніального провісника нових часів».
У 1913 році Морісом Равелем було урочисто «відкрито» творчість практично невідомого широкому загалу французького композитора Ернеста Фанеллі (1860-1917), учня Деліба і, між іншим, однокурсника Клода Дебюссі по консерваторії. Опинившись в скрутному матеріальному становищі, Фанеллі змушений був раніше терміну кинути навчання в консерваторії і потім протягом двадцяти років працював скромним акомпаніатором і переписувачем нот. Створені ним ще в 1890 році надзвичайно барвисті «Пасторальні враження» для оркестру і вишукані «Гуморески» випередили подібні спроби Дебюссі на п'ять-сім років, однак, до відкриття Равелем вони не виконувалися і були практично невідомі широкому загалу.
Послідовниками музичного імпресіонізму Дебюссі були французькі композитори початку XX століття — Флоран Шмітт, Жан Роже-Дюкас, Андре Краплі і багато інших. Раніше інших випробував на собі чарівність нового стилю Ернест Шоссон, який товаришував з Дебюссі і ще в 1893 році познайомився з першими ескізами «Післяполудневому відпочинку фавна» з-під рук, в авторському виконанні на роялі. Останні твори Шоссона явно несуть на собі сліди впливу тільки початкового імпресіонізму — і можна тільки гадати, як могла б виглядати пізніше творчість цього автора, проживи він хоча б трохи довше. Слідом за Шоссоном - і інші вагнеристи, члени гуртка Сезара Франка випробували на собі вплив перших імпресіоністських дослідів. Так, і Габріель П'єрне, і Гі Ропарц і навіть самий ортодоксальний вагнерист Венсан д'Енді (перший виконавець багатьох оркестрових творів Дебюссі) в своїй творчості віддав повну данину красот імпресіонізму. Таким чином Дебюссі (як би заднім числом) все ж взяв верх над своїм колишнім кумиром - Вагнером, потужний вплив якого і сам подолав з не просто ... Сильний вплив ранніх зразків імпресіонізму випробував на собі такий маститий майстер як Поль Дюка, і в період до першої світової війни — Альбер Руссель, вже в своїй Другої симфонії (1918 рік) відійшов у своїй творчості від імпресіоністичних тенденцій на велике розчарування своїх прихильників.
На рубежі XIX–XX століть окремі елементи стилю імпресіонізму отримали розвиток і в інших композиторських школах Європи, своєрідно переплітаючись з національними традиціями. З подібних прикладів можна назвати, як найяскравіші: в Іспанії — Мануель де Фалья, в Італії — Отторіно Респігі, в Бразилії — Ейтор Вілла-Лобос, в Угорщині — ранній Бела Барток, в Англії — Фредерік Деліус, Сиріл Скотт, Ральф Воан-Вільямс, Арнольд Бакс і Густав Холст, в Польщі — Кароль Шимановський, в Росії — ранній Ігор Стравінський — (періоду «Жар-птиці»), пізній Лядов, Микалоюс Константінас Чюрльоніс і Микола Черепнин.
В цілому слід визнати, що життя цього музичного стилю було досить коротким навіть за мірками швидкоплинного XX століття. Перші сліди відходу від естетики музичного імпресіонізму і прагнення розширити межі властивих йому форм музичного мислення можна виявити в творчості самого Клода Дебюссі вже після 1910 року. Що ж стосується першовідкривача нового стилю, Еріка Саті — то раніше всіх, вже після прем'єри опери «Пеллеас і Мелізанда» в 1902 році він рішуче покидає зростаючі ряди прихильників імпресіонізму, а ще через десять років — організовує критику, опозицію і пряму протидію цій течії. До початку 30-х років XX століття імпресіонізм став вже старомодним, перетворився в історичний стиль і повністю зійшов з арени актуального мистецтва, розчинившись (в якості барвистих елементів) — у творчості майстрів зовсім інших стилістичних напрямків (наприклад, окремі елементи імпресіонізму можна виділити в творах Олів'є Мессіана, Такеміцу Тору, Трістана Мюрая і ін.)

## Примітка
1. ↑  Шнеерсон Г. Французька музика XX століття. — М. : Музика, 1964. — С. 23.
2. ↑  Ерік Саті, Юрій Ханон. Воспоминания задним числом. — СПб. : Центр Средней Музыки & Лики России, 2010. — С. 510. — ISBN 978-5-87417-338-8.
3. ↑  Erik Satie. Ecrits. — Paris : Editions Champ Libre, 1977. — С. 69.
4. ↑  Emile Vuillermoz. Claude Debussy. — Geneve, 1957. — С. 69.
5. ↑  Клод Дебюссі. Избранные письма (сост. А.Розанов). — Л. : Музыка, 1986. — С. 46.
6. 1 2  под редакцией Г. В. Келдыша. Музыкальный энциклопедический словарь. — М. : Советская энциклопедия, 1990. — С. 208.
7. ↑  Шнеерсон Г. Французька музика XX століття. — М. : Музика, 1964. — С. 22.
8. ↑  Vincent d’Indy. Richard Wagner et son influence sur l’art musical français. — Paris, 1930. — С. 84.
9. ↑  Волков С. История культуры Санкт-Петербурга. — М. : «Эксмо», 2008. — С. 123. — 3000 прим. — ISBN 978-5-699-21606-2.
10. ↑  Укладачі М. Жерар і Р. Шалю. «Равель в дзеркалі своїх листів». — Л. : Музика, 1988. — С. 222.
11. ↑  Укладачі М. Жерар і Р. Шалю. Равель в дзеркалі своїх листів. — Л. : Музика, 1988. — С. 220-221.
12. ↑  Шнеерсон Г. Французька музика XX століття. — М. : Музика, 1964. — С. 154.
13. ↑  Филенко Г. Французская музыка первой половины XX века. — Л. : Музыка, 1983. — С. 12.